# 문타다르 알자이디

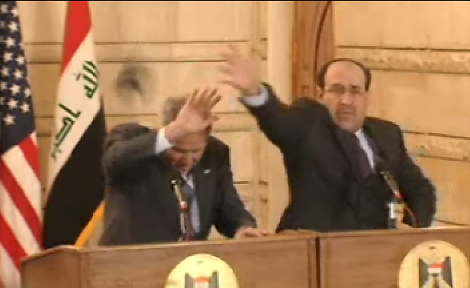
알자이디가 던진 신발을 피하는 조지 W. 부시

문타다르 알자이디(아랍어: منتظر الزيدي  Muntaẓar al-Zayidī[*], 1979년 1월 16일 ~ )는 이라크의 방송 기자이다.
이집트 카이로에 있는 이라크 텔레비전 방송국인 알바그다디아의 기자로, 2008년 12월 14일 미국의 조지 W. 부시 대통령이 이라크 바그다드에서 기자회견을 하던 중 부시에게 “이라크인의 선물이자 작별 키스다, 개자식아!”라며 신발을 집어던진데 이어서 “이건 미망인들과 고아, 그리고 이라크에서 죽은 사람들이 주는 것이다”라며 나머지 한 짝도 집어던졌다.
부시 대통령은 머리를 숙여 신발을 피했고, 두 번째 신발도 누리 알말리키 이라크 총리가 손으로 막았다. 아랍권에서 신발을 던지거나 신발 바닥을 보이는 것은 상대를 크게 모욕하는 것이다. 경호원들에게 붙들려 회견장을 끌려나가던 알자이디는 “개!”라는 욕설을 계속했다.
그는 이라크의 바그다드 대학에서 언론학 전공으로 졸업했으며, 2005년부터 알바그다디아에서 일하기 시작했다. 2007년 정체를 알 수 없는 사람에게 납치되어 사흘 만에 풀려나기도 했으며, 이듬해에는 미군에게 체포되는 일도 겪었다.

## 신발 투척에 대한 평가
긍정적
이 신발 투척사건은 전 세계인의 관심을 끌었으며, 사건 직후 그는 이라크와 아프가니스탄에서 반미의 상징으로 추앙받았으며, 그를 석방하라는 시위가 벌어졌다. 알바그다디아 방송도 그의 석방을 호소했으며, 무아마르 알카다피의 딸이 운영하는 자선단체는 그의 용기를 추켜세우는 상을 수여했다.
부정적
부시에게 신발을 던진 기자는 글로 표현했어야 하고 신발 투척은 비이성적인 폭력에 불과할 뿐 이러한 행위가 표현의 자유의 한계 밖에 있다는 의견도 있다. 신발 투척을 비판하는 입장에서는 이 사건을 심리적인 좌절감이나 절망감이 개인적인 분노나 복수심으로 전화(轉化)되면서 폭력성을 띠게 된 것으로 분석하고 있다.

## 처벌
알자이디는 현장에서 체포되어 조사를 받았고 외국 국가원수 모독죄가 적용되면 2년 이상의 징역형을 받을 수 있다. 그는 자신의 행동에 대해 크게 반성하며 용서를 구한다고 밝혔으며, 당시 부시 대통령과 함께 있던 누리 알말리키 총리에게 사과 편지를 보냈다. 그러나 얼마 되지 않아 가족들이 사과 편지가 고문에 의해 강압적으로 작성된 것이라는 주장을 펴고 있어 진위 여부는 불확실하다. 수감 생활 9개월만인 2009년 9월 15일에 석방되었다.